# Helmut Viebrock
Helmut Viebrock (* 1. August 1912 in Hameln; † 15. Januar 1997 in Bad Homburg vor der Höhe) war ein deutscher Anglist.

## Leben
Er studierte Anglistik (1937 Dr. phil., 1943 Habilitation). Von 1949 bis 1955 war er Professor in Köln und von 1955 bis 1977 ordentlicher Professor für Anglistik an der Goethe-Universität.

## Schriften (Auswahl)
- Theorie und Praxis der Stilanalyse. Die Leistung der Sprache für den Stil, dargestellt an Texten der englischen Literatur der Gegenwart. Heidelberg 1977, ISBN 3-533-02561-6.
- John Keats. Darmstadt 1977, ISBN 3-534-06441-0.
- Defence of poetry, englische Argumente für den Bildungswert von Dichtung. Wiesbaden 1977, ISBN 3-515-02615-0.
- Die Geburt des Mythos aus dem Geiste der Rebellion. William Blakes visionäre Dichtung „Europe, a prophecy“ (1794). Vorgelegt am 18. Dezember 1993 in einer Sitzung der Wissenschaftlichen Gesellschaft an der Johann-Wolfgang-Goethe-Universität Frankfurt am Main. Stuttgart 1994, ISBN 3-515-06586-5.